# Natura morta con fiori
Natura morta con fiori è un dipinto di Mario Bazzi. Eseguito nel 1946, appartiene alle collezioni d'arte della Fondazione Cariplo.

## Descrizione
Si tratta di una natura morta dalle caratteristiche stilistiche peculiari, difficilmente assimilabili a quelle della produzione più tipica di Bazzi.